# Mont Soira
El Soira, Emba Soira o Sowera és la muntanya més alta d'Eritrea. S'eleva fins als 3.018 metres sobre el nivell del mar o forma part de les Terres Altes d'Eritrea, a orient de la Gran Vall del Rift que travessa Eritrea i s'uneix al mar Roig. La muntanya està situada a la part sud-est de la regió de Debub, al centre d'Eritrea. A causa de la seva altitud, la regió circumdant gaudeix d’un clima temperat.